# Schliffkopf (Naturschutzgebiet)
Der Schliffkopf ist ein vom Regierungspräsidium Karlsruhe am 7. Oktober 1986 durch  Verordnung ausgewiesenes Naturschutzgebiet auf dem Gebiet der Gemeinde Baiersbronn im Landkreis Freudenstadt und der Gemeinde Ottenhöfen im Schwarzwald sowie der Stadt Oppenau im Ortenaukreis. Aus verwaltungstechnischen Gründen wird das regierungsbezirksübergreifende Schutzgebiet mit zwei unterschiedlichen Kennungen geführt.

## Geschichte
Der Schliffkopf wurde am 24. September 1938 durch den württembergischen Kultusminister zum ersten Mal unter Naturschutz gestellt. Diese Verordnung wurde durch eine Neuausweisung und Gebietserweiterung im Jahr 1986 durch das Regierungspräsidium Karlsruhe aufgehoben, eine kleinere Erweiterung folgte 2004. Das Schutzgebiet hatte seither eine Größe von rund 1414 ha, davon ca. 889 ha im Landkreis Freudenstadt und ca. 525 ha im Ortenaukreis. Am 31. Dezember 2013 trat das Gesetz zur Errichtung des Nationalparks Schwarzwald in Kraft, wodurch das Naturschutzgebiet Schliffkopf in dessen Geltungsbereich aufgehoben wurde. Dadurch verblieben vom Naturschutzgebiet Schliffkopf lediglich sechs Teilflächen mit insgesamt etwa 147 ha.

## Lage
Durch die Ausweisung des Nationalparks Schwarzwald sind vom Naturschutzgebiet Schliffkopf sechs voneinander getrennte Teilflächen verblieben. Diese umfassen den Rossbühl im Bereich der Röschenschanze, die Hänge vom Sandkopf über den Plankopf bis zum Schurkopf, soweit zur Stadt Oppenau gehörig, den Bereich um das Hotel auf dem Schliffkopf sowie das Gelände um den Skilift Vogelskopf südlich des Ruhesteins. Im Gemeindegebiet von Ottenhöfen sind zudem zwei Teilflächen auf den Flurstücken 471, 474 und 475 westlich der Kreisstraße 5370 verblieben, die aus eigentumsrechtlichen Gründen nicht in den Nationalpark integriert wurden.

## Zusammenhängende Schutzgebiete
Das Naturschutzgebiet grenzt unmittelbar an den Nationalpark Schwarzwald.
Das Naturschutzgebiet ist Teil des FFH-Gebiets Wilder See-Hornisgrinde und Oberes Murgtal und des europäischen Vogelschutzgebiets Nordschwarzwald. Unmittelbar Angrenzende Landschaftsschutzgebiete sind die Gebiete Kniebis, Rot- und Rechtmurg, Lierbachtal und Kniebisstraße und Gottschlägtal, Eichhaldenfirst und Bosensteiner Eck.